# Trachycarpus takil
Die Trachycarpus takil gehört zur Unterfamilie Coryphoideae in der Familie der Palmengewächse (Arecaceae).

## Geschichte
1887 erhielt der italienische Botaniker Odoardo Beccari einige Samen von Hanfpalmen, die am Mount Thalkedar in Kumaon/Indien wuchsen. Aus diesen Samen zog er Pflanzen heran, von denen eine im April 1902 drei männliche Blütenstände produzierte. Anhand dieser Palmen fertigte er 1905 die Erstbeschreibung der Trachycarpus takil an. Benannt ist sie nach dem Fundort "Monte Takil" in Kumaon. Eine dieser Palmen aus der Originallieferung von 1887 steht heute noch im Botanischen Garten von Rom und eine weitere im Garten der Villa Beccari in Florenz. Von dem Exemplar in Florenz stammt vermutlich der Holotypus dieser Art, den Odoardo Beccari 1905 für seine Erstbeschreibung verwendete.
Im Internet kursieren heute viele Beschreibungen der Trachycarpus takil, die aber zumeist auf Exemplaren von Trachycarpus fortunei aus Kumaon basieren. Die tatsächlichen Merkmale dieser Art wurden aber von O. Beccari in der Erstbeschreibung von 1905 (Le Palme del Genere Trachycarpus, Webbia Band 1, 1905) beschrieben.

## Beschreibung

### Habitus
Der Stamm junger Pflanzen wächst schräg, später wird er zunehmend aufrecht, gerade und robust. Er wächst ausgeprägt kegelförmig im Jugendstadium und erreicht eine Wuchshöhe von maximal 15 Metern. Alte Blätter bleiben zeitlebens am Stamm haften, und er ist mit einem eng anliegenden Netz aus kastanien-braunen Fasern bedeckt, welches aber nicht sehr dicht und so „wollig“ ist wie bei Trachycarpus fortunei.

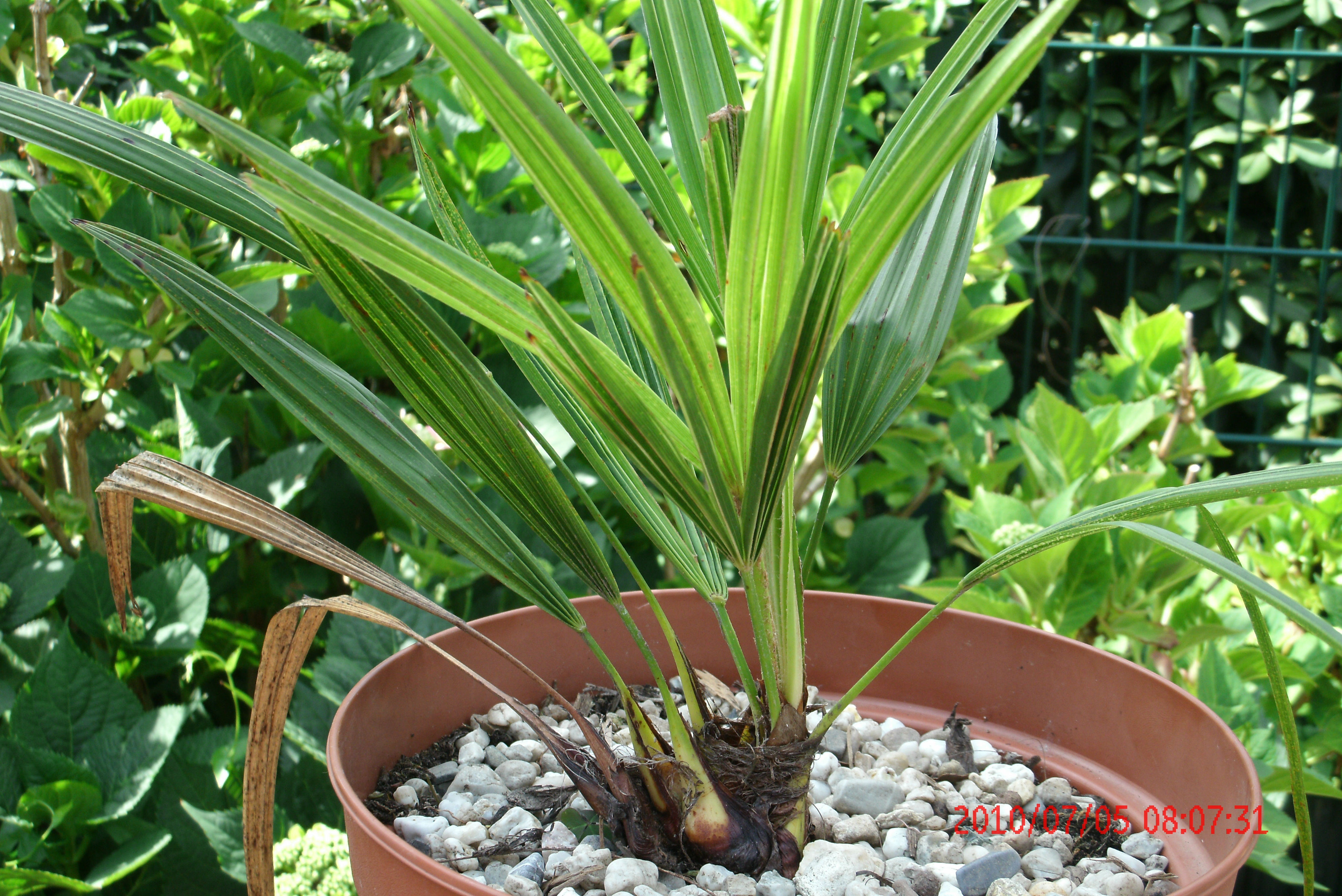
Jungpflanze von Trachycarpus takil mit seitlich kriechendem Wuchs. Herkunft: Mount Thalkedar, Kumaon, Indien

### Blätter

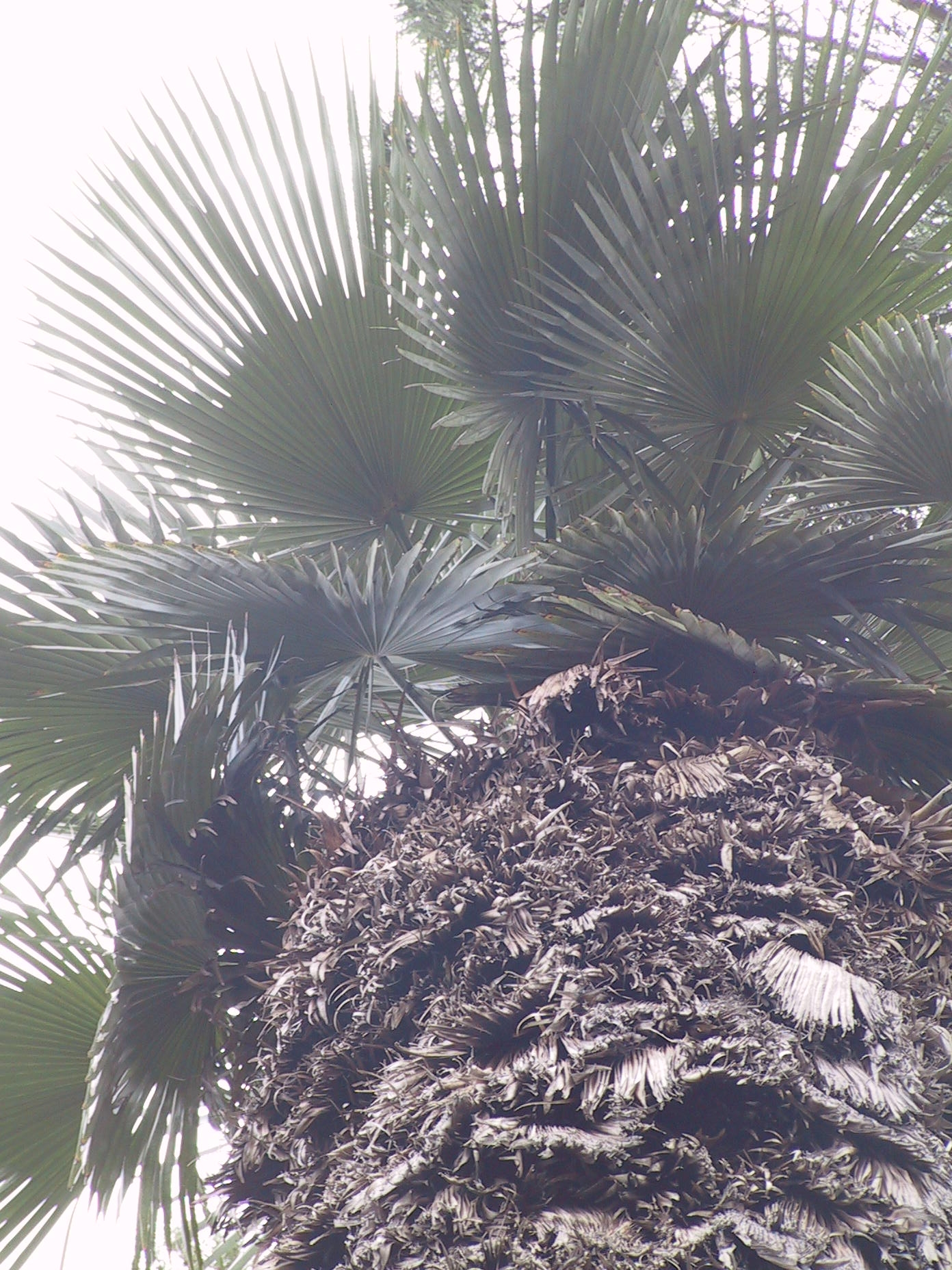
Blattbild von Trachycarpus takil vom Exemplar im Garten der Villa Beccari in Florenz

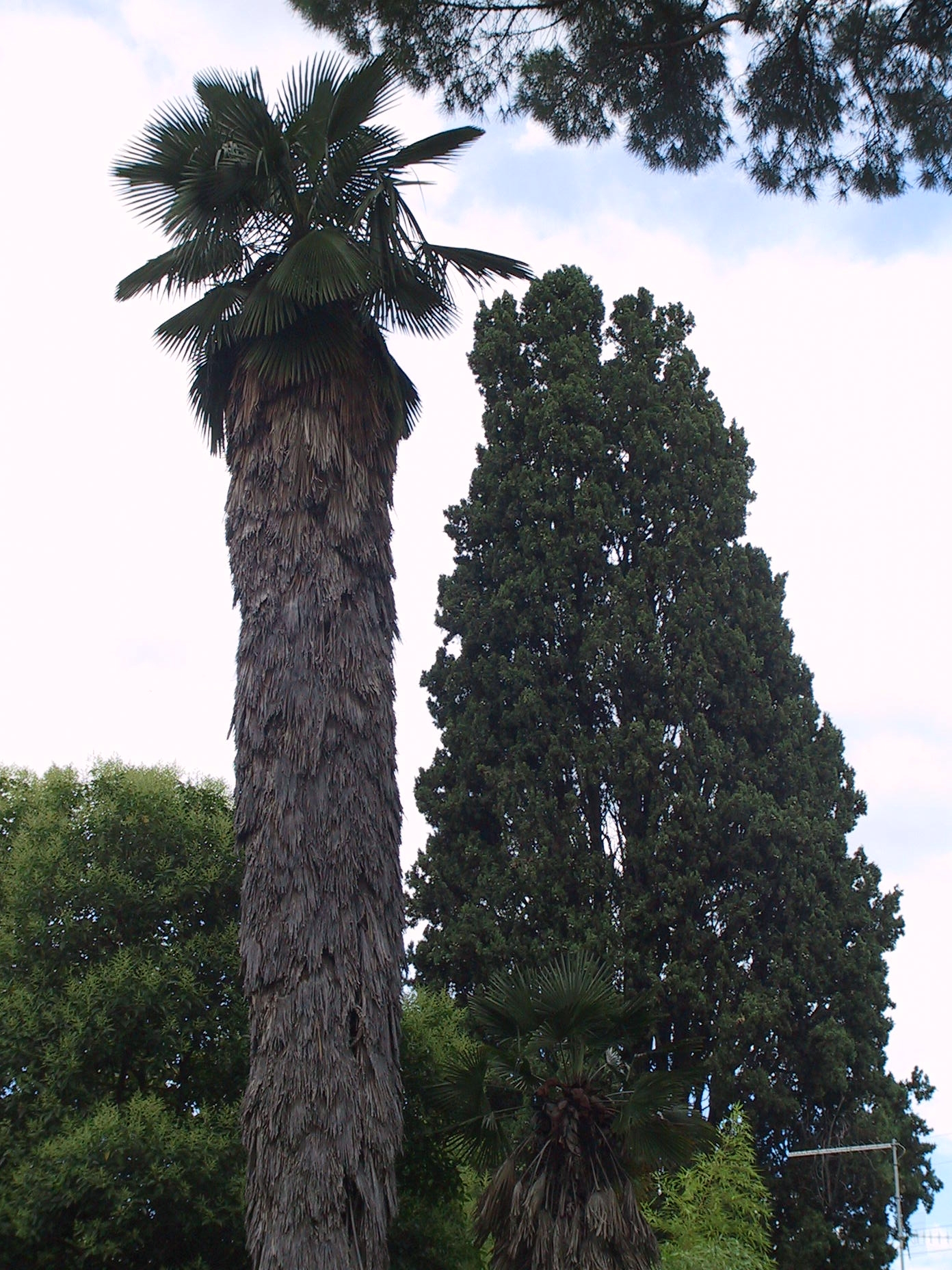
Exemplar von Trachycarpus takil im Garten der Villa Beccari in Florenz, von dem vermutlich der Holotypus der Art stammt

Die Blattfächer verbleiben ähnlich wie bei Trachycarpus fortunei permanent am Stamm und gleichen denen der Trachycarpus fortunei, allerdings jene Blätter des Vorjahres, die sich direkt unterhalb der letzten Blütenstände befinden, neigen sich alsbald nach unten, fallen aber nicht ab und bleiben zunächst noch grün. Die Blattstiele (Petiolen) sind etwa so lang wie das Blatt, dünn und grazil, an der Unterseite dreieckig, abgerundet, sehr scharfkantig und mit kleinen Zähnen bewehrt. Das Blatt ist ¾ kreisförmig, 1 bis 1,2 m im Durchmesser, mit 45 bis 50 Segmenten von 60 bis 85 cm Länge, gemessen von der Hastula bis zu Spitze der mittleren Segmente. Die Segmente teilen die Blattspreite in unregelmäßiger Abfolge bis etwa zur Blattmitte, anders als bei Trachycarpus fortunei, bei der die Segmente die Blattspreite viel tiefer spalten.
Die Segmente sind steif und aufrecht, grün und glänzend auf der Blattoberseite, und bläulich bereift auf der Unterseite. Die zentralen Blattsegmente haben eine Breite von etwa 3 cm durchgehend fast bis zur Spitze, wo sie nur leicht gespalten oder zweigezahnt sind, mit stumpfen und gespreizten Spitzen.

### Blütenstände und Blüten
Diese Palmenart ist zweihäusig getrenntgeschlechtig (diözisch),häufig zwittrig. Der männlichen Blütenstände sind fast wie bei Trachycarpus fortunei hinsichtlich Größe, Verästelung und Form des Blütenkolbens (Spadix), jedoch mit weniger dicht angeordneten Blüten an den kleinen Verästelungen, in Gruppen zu je zwei bis vier etwa 4 mm großen, gelben, dreizähligen Blüten, welche an der Basis mit winzigen, durchsichtigen Deckblättern versehen sind. Der Blütenkelch (Calyx) ist sehr klein, mit beinahe halbkreisförmigen, oben stark abgestumpften und gerundeten Kelchblättern (Sepale), die Blütenkronblätter (Petale) sind breit und eiförmig, konkav, abgestumpft, doppelt so lang wie die Kelchblätter, sechs Staubblätter (Stamen), die Staubfäden (Filamente) sind zylinderförmig, mindestens ein Viertel länger als die Petale, sind während der Vollblüte nach außen gebogen.
Die Beschreibung der weiblichen Blütenständen durch Beccari basiert allerdings auf Pflanzenteilen, welche ihm 1909 aus Kumaon zugeschickt wurden, und mit hoher Wahrscheinlichkeit von weiblichen Trachycarpus fortunei stammen. Daher beschrieb Beccari diese Blütenstände auch wie folgt:
"Sie sind denen der Trachycarpus fortunei sehr ähnlich in jeder Hinsicht, doch die Blüten sind ein wenig größer, die Sepale und Petale sind etwas spitzer, Staminodien haben breite herz-pfeilförmige, Anthere, die Karpelle (Fruchtblätter) sind behaart, an der Spitze aber haarlos, konisch, der griffelförmige Teil ist nach außen gekrümmt."
Neuesten Untersuchungen zufolge, haben alle Jungpflanzen von Trachycarpus takil die Tendenz, zunächst männlich zu blühen. Dies würde erklären, wieso O. Beccari keine weibliche Trachycarpus takil aus Samen hat ziehen können. Bereits in der Erstbeschreibung hatte O. Beccari aber bereits von gut entwickelten Ovaren bei den männlichen Blüten geschrieben, wie sie bei zwittrigen Blüten vorkommen. Mit zunehmendem Alter werden die Palmen dann aber zwittrig bis weiblich.
Die Geschlechtsausprägung innerhalb dieser Art ist also nicht stabil. Das gezeigte Verhalten könnte eine evolutionäre Anpassung an die isolierten Standorte in Kumaon, Himalaya sein.

### Früchte und Samen
Die Samen sind nahezu identisch mit denen der Trachycarpus fortunei, jedoch etwas ausgeprägter nierenförmig (reniform), sind aber im Verhältnis um einiges breiter als hoch (10 bis 12 mm breit und 6 bis 7 mm hoch, und genauso dick). Der Embryo ist etwas stärker lateral positioniert als bei Trachycarpus fortunei.

Samen, Illustration

## Verbreitung und Standort
Heimisch ist die Trachycarpus takil in Kumaon, Uttar Pradesh, Indien, wo sie heute noch in einigen wenigen Habitaten in Höhenlagen zwischen 1500 und 2700 Metern wächst. Jüngst durchgeführte Genanalysen belegen ihre enge Verwandtschaft mit der Trachycarpus oreophilus und mit jenen Trachycarpus-Formen, die vor wenigen Jahren in Manipur entdeckt wurden.
Trachycarpus takil ist eine der kälteresistenten Arten, wobei aufgrund der Herkunft anzunehmen ist, dass sie geringfügig weniger frostresistent als Trachycarpus fortunei sein könnte. Bis auf ein Exemplar im Botanischen Garten in Rom und eines in Florenz gibt es keine weiteren verifizierten Exemplare dieser Art in Europa. Ab 2005 sind allerdings Sämlinge in geringen Mengen verfügbar. In Kumaon steht diese Palme unter Schutz und der indische Staat betreibt ein Nachzuchtprogramm, so dass Samen dieser Art auf absehbare Zeit wohl nur schwer erhältlich sein dürften.

## Nutzung
Über eine kommerzielle Nutzung dieser Palme durch die indische Bevölkerung ist wenig bekannt. Es ist aber anzunehmen, dass die Fasern dieser Palmenart zu ähnlichen Zwecken verwendet wurden, wie dies mit Trachycarpus fortunei in China geschah. Allerdings sind die Fasern der Trachycarpus takil wesentlich gröber als die Fasern der Trachycarpus fortunei und eignen sich daher weniger gut zur Herstellung von Rohtextilien (Beccari 1905).

## Pflege in Mitteleuropa
Trachycarpus takil sollte grundsätzlich ähnliche Ansprüche wie Trachycarpus fortunei haben. Echte Erfahrungswerte liegen aber nicht vor.